# Henri Larnoe
Alfons Henri Larnoe, conegut com a Rik Larnoe, (Hoboken, 18 de maig de 1897 - Zoersel, 24 de febrer de 1978) fou un futbolista belga de la dècada de 1920.
Fou 22 cops internacional amb la selecció belga de futbol, amb la qual disputà els Jocs Olímpics de 1920, on guanyà la medalla d'or, i els Jocs de 1924. Pel que fa a clubs, defensà els colors del K. Beerschot V.A.C..